# 江面落川
江面落川（えづらおとしかわ）は、埼玉県久喜市を流れる水路である。江面落（えづらおとし）とも称される。

## 概要
江面落川は大谷落を水源（上流河川）とし、埼玉県久喜市北青柳と太田袋の水田地域を主として農業排水を集めながら流下する。流路の詳細に関しては下記の流路節を参照されたい。

## 流路
- 水源：大谷落
- 上尾久喜線を横断する。
- 北青柳字新道下を南東へ流れる。
- 北青柳字藤井北東付近にて南へと流路を変える。
- 北青柳字藤井（西側）と太田袋字本村（西側）の間を南へ流れる。
- 太田袋字千勝の（新白岡駅・普門院の北方）南西にて西より流れ来る備前堀川に合流し、江面落川は終点となる。
- 終点：備前堀川

## 橋梁
- （埼玉県道87号上尾久喜線）
- 新道橋（しんみちばし）
- （東北新幹線）